# Gestion de l'eau en France
La gestion de l'eau en France est l'activité qui consiste à planifier, développer, distribuer et gérer l'utilisation optimale des ressources en eau en France, des points de vue qualitatif et quantitatif. Elle inclut la gestion des risques d’approvisionnement (sécheresse) et celle des risques d'inondations ou de pollutions.
La gestion de l’eau se décline en France par bassin hydrographique depuis 1964. C'est alors la première fois que l'on associe usages et usagers de l’eau autour des problématiques des ressources en eau, dans le cadre d'une démarche globale et transversale. La loi de 1992, dite loi sur l'eau, complète ensuite le dispositif. Aujourd’hui la politique de l’eau est une déclinaison de la directive européenne dénommée directive-cadre sur l'eau (2000/60/CE), souvent plus simplement désignée par son sigle DCE.

## Acteurs et instances de gestion

### Niveau national

#### Ministères et services centraux
Le ministère de la transition écologique et solidaire (MTES) pilote la mise en œuvre de la politique de l’eau via principalement la direction de l’eau et de la biodiversité (DEB), ainsi que la direction générale de la prévention des risques (DGPR) pour les risques liés à l’eau. D’autres ministères (agriculture, santé, industrie) sont amenés à intervenir sur des usages de l’eau ou sur des aspects plus transversaux de gouvernance (intérieur, cohésion des territoires et relations avec les collectivités territoriales, comptes publics, outre-mer). Les administrations centrales se coordonnent au sein de la mission interministérielle de l'eau (MIE).

#### Instances de concertation
Le Comité national de l'eau (CNE) est une des instances consultatives compétente dans le domaine de l'eau à propos duquel il donne des avis sur les textes et plans gouvernementaux. C'est l’instance des débats d’orientation préalables à la définition de la politique de l’eau.
Le Conseil national de la mer et des littoraux (CNML) est l'instance de dialogue et de réflexion stratégique pour les politiques relatives à la mer et aux littoraux. Il est associé à l’élaboration, à la mise en œuvre, au suivi et à l’évaluation de la Stratégie nationale pour la mer et le littoral (SNML).

#### Office français de la biodiversité
L'Office français de la biodiversité est  un établissement public de l'État, créé par la loi no 2019-773 du 24 juillet 2019, qui contribue, s'agissant des milieux terrestres, aquatiques et marins, à la surveillance, la préservation, la gestion et la restauration de la biodiversité ainsi qu'à la gestion équilibrée et durable de l'eau en coordination avec la politique nationale de lutte contre le réchauffement climatique. L'Office résulte de la  fusion, au 1er janvier 2020, de l'Agence française pour la biodiversité (AFB) et de l'Office national de la chasse et de la faune sauvage (ONCFS).

#### Réseau scientifique et technique
Le Ministère de la transition écologique anime un réseau scientifique et technique d’établissements publics et services centraux spécialisés, qui viennent en appui des politiques ministérielles et interministérielles, développent connaissances, méthodologies et outils, et peuvent intervenir directement sur le terrain en appui à l'État, de façon chronique ou ponctuelle. Il s'git du Bureau de recherches géologiques et minières (BRGM), qui assure un suivi national des eaux souterraines et réalise des études, de l'Institut national de recherche pour l'agriculture, l'alimentation et l'environnement (INRAE), qui  fournit un appui méthodologique sur de nombreux domaines de la politique de l’eau, de l'Institut national de l’environnement industriel et des risques (INERIS) apporte un appui pour les aspects liés à la qualité chimique des eaux de l'Institut français de recherche pour l'exploitation de la mer (Ifremer) qui est l’acteur de référence pour les eaux côtières. et de Météo France qui produit des observations, des prévisions météorologiques et des références climatiques.

### Niveau du bassin hydrographique

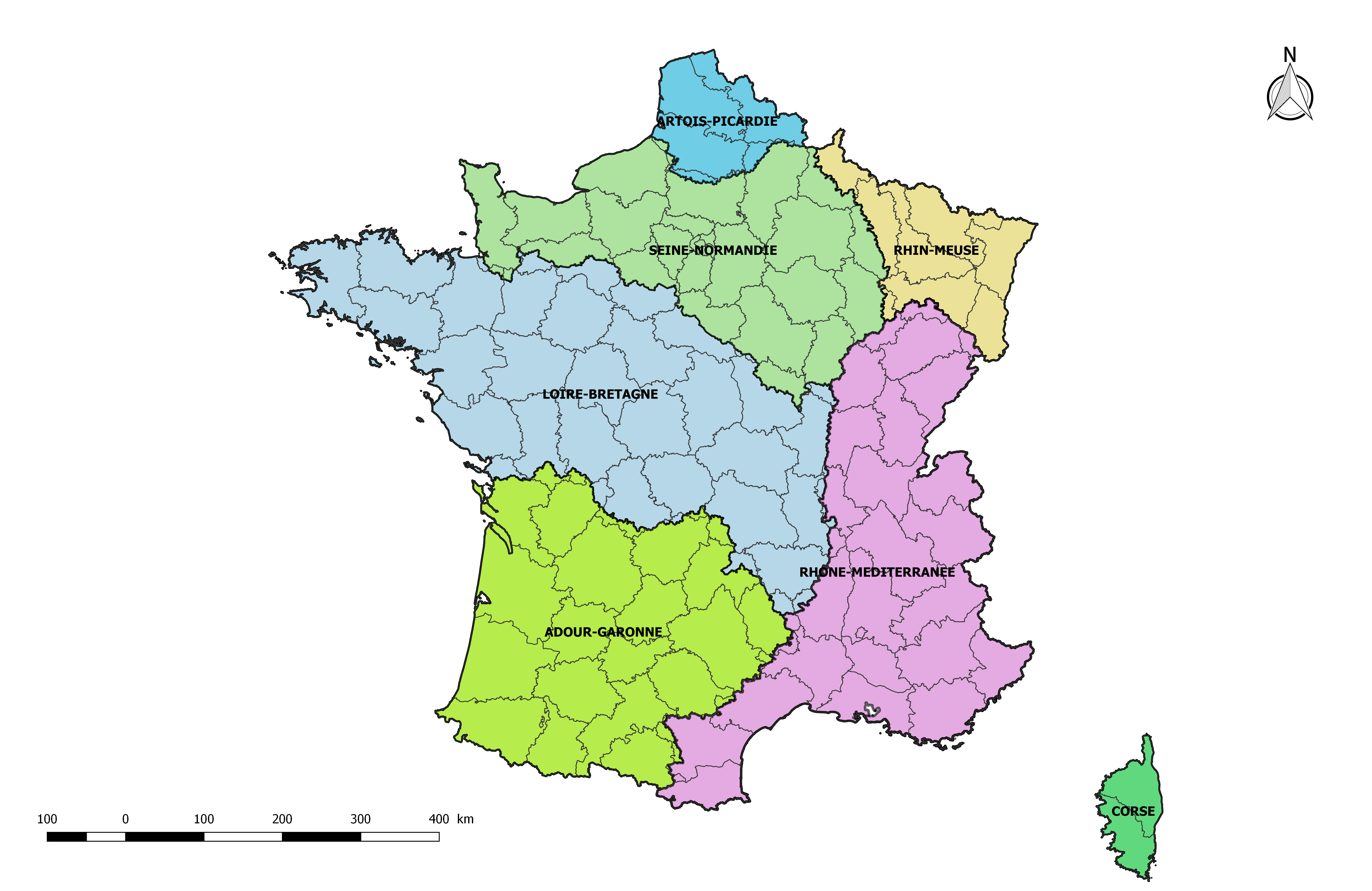
Circonscriptions de bassin en France métropolitaine.

Depuis la loi du 16 décembre 1964, l'organisation administrative dans le domaine de l'eau s'appuie sur la notion de grand bassin hydrographique, dénommé « district hydrographique » par la directive cadre sur l'eau : la France est partagée en sept bassins métropolitains et cinq bassins ultramarins. Certains bassins couvrent de vastes périmètres pouvant concerner jusqu’à huit régions et 36 départements pour le bassin Loire-Bretagne.

#### Instances consultatives: les comités de bassin
Le Comité de bassin est un organe consultatif chargé de définir la politique de l’eau au niveau de chaque grand bassin hydrographique 
(ou groupement de bassins). Il rassemble les acteurs de l’eau : représentants des collectivités territoriales, de l'État, des usagers économiques et associatifs. Sur le plan stratégique, il élabore et met à jour le SDAGE. Pour ce faire, il procède à un état des 
lieux du bassin : une analyse de ses caractéristiques et des incidences des activités sur l’état des eaux ainsi qu’une analyse économique des utilisations de l’eau. Il élabore également et met à jour le registre des zones protégées. Il y a sept comités de bassins en France métropolitaine, la Corse ayant son propre comité de bassin.

#### Instances d'animation et de financement: les agences de l'eau
L'Agence de l'eau est un établissement public à caractère administratif qui participe à la gestion de l'eau. Experte de l’eau au service des collectivités, des acteurs économiques et agricoles, l’agence de l’eau a pour mission de les aider à utiliser l’eau de manière rationnelle et à lutter contre les pollutions et dégradations des milieux aquatiques. Il y a six agences de l'eau en France métropolitaine (le territoire de la Corse faisant partie de l'agence de l'eau Rhône-Méditerranée-Corse).

#### Préfet coordonnateur de bassin
Le préfet coordonnateur de bassin est le préfet de la région où le comité de bassin a son siège. Il coordonne la politique de l’État dans le bassin hydrographique. Son avis est requis lorsque les caractéristiques ou l’importance des effets prévisibles d’un projet rendent nécessaire une coordination et une planification de la ressource en eau au niveau interrégional. Il assure la définition et la mise en œuvre de la réglementation et contrôle de son respect (police de l’eau et de la pêche). Il approuve le Schéma directeur d'aménagement et de gestion des eaux (SDAGE).

#### Association nationale des élus des bassins
L'Association nationale des élus des bassins (ANEB) est une fédération d’élus et d’acteurs institutionnels qui défend la mise en place sur tout le territoire national d’une gestion équilibrée, durable et intégrée de l’eau et des milieux aquatiques par bassin versant, inscrite au cœur des enjeux d’aménagement du territoire, de préservation de la biodiversité et d’adaptation aux changements climatiques.

### Niveau régional

#### Collectivités territoriales (régions)
Les régions interviennent dans le cadre des politiques de l’eau qu’elles ont définies via leurs financements propres ou via la gestion des fonds structurels européens (FEDER, FEADER) dont elles sont autorités de gestion. Par ailleurs, elles peuvent prendre en charge, sur leur demande, tout ou partie des missions d’animation et de concertation dans le domaine de la gestion et de la protection de la ressource en eau et des milieux aquatiques (Article L.211-7 I ter du code de l’environnement). Les premières régions à avoir obtenu cette compétence sont la Bretagne (2017), Provence-Alpes-Côte-d’azur (2018), le Grand-Est (2018), les Pays-de-la-Loire (2020).

#### Services déconcentrés de l'État et agences
Les services de l'état intervenant au niveau régional sont les Directions régionales de l'environnement, de l'aménagement et du logement (DREAL) et les Agences régionales de santé (ARS), pour la qualité de l’eau potable et des eaux de baignade. Pour de nombreux acteurs de l'État et des collectivités territoriales, les missions de la délégation de bassin de la DREAL et de l’agence de l’eau se chevauchent largement, avec par exemple un double pilotage des exercices tels que l’élaboration du schéma directeur d’aménagement et de gestion des eaux (SDAGE), du programme de mesures (et ses déclinaisons territoriales PDMT et PAOT) et des états des lieux.

#### Établissement public de l'État
L'Office français de la biodiversité dispose d'une organisation régionalisée. Il s'appuie notamment, en 2020, sur 11 directions régionales, une direction interrégionale (Provence Alpes-Côte d’Azur Corse) et une direction des Outre-mer. Parmi les 11 directions régionales (DR) métropolitaines, 6 assurent la coordination au niveau d'un bassin : DR Auvergne-Rhône-Alpes pour Rhône-Méditerranée, DR Centre-Val de Loire pour Loire-Bretagne, DR Grand Est pour Rhin-Meuse, DR Hauts-de-France pour Artois-Picardie, R Île-de-France pour Seine-Normandie et DR Occitanie pour Adour-Garonne.

### Niveau du sous-bassin-versant

#### Syndicats spécialisés (EPTB et EPAGE)
Les établissements publics territoriaux de bassin (EPTB) sont des syndicats mixtes spécialisés définis à l’article L.213-12 du code de l’environnement et reconnus comme acteurs de la politique de l'eau par la loi du 30 juillet 2003 relative à la prévention des risques technologiques et naturels et à la réparation des dommages. Ils regroupent les différents échelons de collectivités territoriales qui sont amenés à intervenir dans la gestion de l’eau au titre de compétences propres ou partagées en vue de faciliter, à l'échelle d'un bassin ou d'un groupement de sous-bassins hydrographiques, la prévention des inondations et la défense contre la mer, la gestion équilibrée de la ressource en eau, ainsi que la préservation et la gestion des zones humides et de contribuer, s'il y a lieu, à l'élaboration et au suivi du schéma d'aménagement et de gestion des eaux. En 2023, 43 EPTB étaient reconnus, la totalité du territoire métropolitain n'étant pas couverte.
Les établissements publics d'aménagement et de gestion de l'eau (EPAGE) sont également des syndicats mixtes spécialisés définis en 2014 par la loi MAPTAM. À la différence des EPTB, ils n'ont pas de compétences propres et n’exercent que des compétences issues de celles de leurs membres qui comprennent notamment les collectivités territoriales et les établissements publics de coopération intercommunale à fiscalité propre compétents en matière de gestion des milieux aquatiques et de prévention des inondations.
Ni la constitution d’un EPAGE, ni celle d’un EPTB ne sont des obligations. Chacune de ces entités peut bénéficier du transfert ou de la délégation d’une compétence de la part des EPCI membres. EPAGE et EPTB ne constituent donc pas un ensemble totalement structuré ni a	fortiori hiérarchisé et toutes les combinaisons imaginables semblent possibles. L'absence de lien structurel entre EPTB et EPAGE peut rendre complexe l'exercice de leur mission de coordination.

#### Prévision des crues

Services de prévision des crues en France métropolitaine.

Le réseau de prévision des crues, dénommé Vigicrues, est constitué du Service  central d’hydrométéorologie et d’appui à la prévision des inondations (SCHAPI) situé à Toulouse et de 19 services de prévisions de crues (SPC), de 28 unités d'hydrométrie et des cellules de veille hydrologique en Corse et dans les départements et régions d’outre-mer. Il assure une veille hydro-météorologique permanente 24 h sur 24 sur l’ensemble des cours d’eau suivis par l’État.

### Niveau départemental

#### Collectivités territoriales: les départements
Les départements étaient historiquement engagés dans le domaine de l’eau, notamment dans le domaine de l’assainissement via les services ou cellules d’assistance technique aux exploitants de station d'épuration (SATESE). Mais depuis le 1er janvier 2020, les départements et les régions qui intervenaient dans les champs de compétences exclusivement affectés au bloc communal (GEMAPI, eau potable, assainissement), ne peuvent plus juridiquement ou financièrement intervenir sur le fondement de leur clause de compétence générale qui a été supprimée (loi NOTRe de 2015). Les départements et les régions qui le souhaitent, peuvent demeurer membres des structures syndicales auxquelles ils adhéraient à la date du 1er janvier 2018 et adhérer à un syndicat mixte ouvert, constitué ou non en EPAGE ou en EPTB, s’ils assuraient une ou plusieurs missions attachées à la compétence GEMAPI à la date du 1er janvier 2018. Les conseils départementaux se concentrent désormais sur l’assistance technique aux communes ou aux établissements publics de coopération intercommunale au titre de leurs missions de solidarité.
Certains départements sont également impliqués dans la gestion d’ouvrages hydrauliques ou encore de digues, le cas échéant dans le cadre de syndicats mixtes. D’autres ont constitué des institutions interdépartementales assurant le portage de schéma d’aménagement et de gestion des eaux, de programmes d’action de prévention des inondations ou de stratégies locales de gestion du risque d’inondation.

#### Services déconcentrés de l'État
Les directions départementales des territoires (DDT), placés sous l’autorité des préfets, mettent en œuvre la politique de l’État sous ses aspects réglementaires et techniques, dont le contrôle de son respect (police de l’eau et de la pêche).

### Niveau intercommunal

#### EPCI à fiscalité propre
Les établissements publics de coopération intercommunale à fiscalité propre (EPCI-FP) sont devenus, avec les lois MAPTAM et NOTRe, des acteurs clés de la gestion de l'eau, que ce soit pour la compétence « gestion des milieux aquatiques et	prévention des inondations » (dite GEMAPI), obligatoire pour les communautés de communes, communautés d’agglomération, communautés urbaines et les métropoles au 1er janvier 2018, et pour la compétence eau potable et assainissement, obligatoire au plus tard au 1er janvier 2020,.

## Outils de planification

### Niveau national
La politique de l'eau concernant les eaux continentales est fondée sur quatre grandes lois et encadrée par la directive-cadre européenne sur l'eau publiée en 2000. Ce texte définit la notion de « bon état des eaux », vers lequel doivent tendre tous les États membres, dont la France. Divers plans nationaux sectoriels complètent le dispositif législatif et réglementaire. Le premier plan d'action national pour une gestion durable des eaux pluviales, couvrant la période 2022-2024, est ainsi lancé en novembre 2021.
Concernant les eaux marines, la Stratégie nationale pour la mer et le littoral (SNML) est le document de référence pour la protection du milieu, la valorisation des ressources marines et la gestion intégrée et concertée des activités liées à la mer et au littoral. Elle doit être déclinée et complétée au niveau des façades maritimes de l’hexagone par les documents stratégiques de façade (DSF) et de bassins maritimes (DSBM) pour l’outre-mer.

### Niveau du bassin hydrographique

#### SDAGE
En France, comme dans les 27 autres pays membres de l'Union européenne, les premiers plans de gestion des eaux, encadrés par le droit communautaire inscrit dans la directive-cadre sur l’eau de 2000, à savoir les schémas directeurs d’aménagement et de gestion des eaux (SDAGE) ont vu le jour fin 2009. L'application de la DCE par bassin hydrographique se décline en cycles de six ans, chacun comportant des étapes bien identifiées :
| Premier cycle (2000-2015)   | 2004 | État des lieux                                                                  |
| Premier cycle (2000-2015)   | 2005 | Consultation du public sur l’état des lieux et définition des principaux enjeux |
| Premier cycle (2000-2015)   | 2006 | Programme de surveillance de l’état des eaux                                    |
| Premier cycle (2000-2015)   | 2008 | Consultation du public sur les SDAGE                                            |
| Premier cycle (2000-2015)   | 2009 | Publication du premier plan de gestion et du programme de mesures (2010-2015)   |
| Premier cycle (2000-2015)   | 2013 | État des lieux                                                                  |
| Premier cycle (2000-2015)   | 2015 | Point sur l’atteinte des objectifs                                              |
| Deuxième cycle (2016-2021)  | 2016 | Second plan de gestion et programme de mesures (2016-2021)                      |
| Deuxième cycle (2016-2021)  | 2019 | État des lieux                                                                  |
| Deuxième cycle (2016-2021)  | 2021 | Point sur l’attente des objectifs                                               |
| Troisième cycle (2022-2027) | 2022 | Troisième plan de gestion et programme de mesures (2022-2027)                   |
| Troisième cycle (2022-2027) | 2025 | État des lieux                                                                  |
| Troisième cycle (2022-2027) | 2027 | Point sur l’atteinte des objectifs                                              |

#### Arrêté d'orientation de bassin
Devant l’importance et l’amplification des phénomènes de sécheresse, il est apparu essentiel de mieux coordonner les dispositifs de gestion de crise. Ainsi, le décret du 23 juin 2021 a renforcé l’encadrement et l'harmonisation à l’échelle du bassin et du département de la gestion de crise sécheresse dans les zones d'alerte et la célérité des décisions afin de renforcer l’efficacité et l’équité de celles-ci. Trois outils : un arrêté d’orientations de bassin (AOB) au niveau du bassin hydrographique, un arrêté-cadre départemental voire inter-départemental selon le zonage des bassins versants et des arrêtés de restriction temporaires des usages de l'eau.

### Niveau régional
Le schéma régional d'aménagement, de développement durable et d'égalité des territoires (SRADDET), introduit par l'article 10 de la loi portant nouvelle organisation territoriale de la République (NOTRe), fixe les objectifs de moyen et long termes en lien avec plusieurs thématiques : équilibre et égalité des territoires, implantation des différentes infrastructures d’intérêt régional, désenclavement des territoires ruraux, habitat, gestion économe de l’espace, intermodalité et développement des transports, maîtrise et valorisation de l’énergie, lutte contre le changement climatique, pollution de l’air, protection et restauration de la biodiversité, prévention et gestion des déchets.

## Gestion qualitative

### Programme nitrates
La Directive 91/676/CEE du Conseil européen, du 12 décembre 1991, concernant la protection des eaux contre la pollution par les nitrates à partir de sources agricoles est transposée en droit français par divers textes réglementaires : le décret n° 93-1038 du 27/08/1993 qui impose de dresser un inventaire des zones dites vulnérables qui contribuent à la pollution des eaux par le rejet direct ou indirect de nitrates et d'autres composés azotés susceptibles de se transformer en nitrates d'origine agricole, suivi d'un arrêté ministériel du 22 novembre 1993 relatif au code des bonnes pratiques agricoles, puis en 1996 d'un arrêté relatif aux programmes d'action à mettre en oeuvre dans les zones vulnérables et de divers arrêtés sectoriels. Le décret de 1993 est abrogé ensuite par l'article 4 du décret n° 2007-397 du 22 mars 2007.
D’application obligatoire en zone vulnérable, le programme d’actions est composé de deux parties :
- le programme d’actions national (PAN), socle national commun à toutes les zones vulnérables ;
- les programmes d’actions régionaux (PAR) qui complètent et renforcent le PAN.

En 2020, 68 % de la surface agricole française est classée en zone vulnérable, soit 19 millions d'hectares. 281 000 exploitations agricoles sont situées en zone vulnérable, soit 62% des exploitations françaises,.

### Plan micropolluants
La directive-cadre sur l’eau de 2000 et les plans de lutte contre les micropolluants de 2010-2013 et de 2016-2021 imposent de connaître et de réduire (voire de supprimer) les émissions de substances dangereuses vers les milieux récepteurs pour préserver la qualité des milieux aquatiques et la santé des personnes.

#### Plan 2010-2013
Le plan national de lutte contre les micropolluants 2010-2013 avait permis la mise en oeuvre de campagnes exploratoires afin d’établir la présence ou non de molécules jusque-là peu ou pas recherchées dans les milieux aquatiques, comme les parabènes, le bisphénol A, l'aspirine ou encore la caféine. Mais il a aussi mis en évidence les difficultés d’acquisition des données sur les concentrations en micropolluants : les techniques d'analyses sont en effet plus complexes et les concentrations présentent de plus faibles 
valeurs que pour les macropolluants. Par conséquent, les évaluations par modélisation ou extrapolation sont plus approximatives, et donc parfois non validées par les experts,.

#### Plan 2016-2021
Le plan de lutte contre les micropolluants 2016-2021 est construit à partir des plans nationaux de lutte contre les polychlorobiphényles (PCB), les micropolluants et les résidus de médicaments parvenus à leur terme. Ce plan a vocation à intégrer toutes les molécules susceptibles de polluer les ressources en eau. Il fait suite à la publication en mai 2014 de la stratégie nationale sur les perturbateurs endocriniens et il est intégré dans le 3e plan national santé environnement (PNSE) lancé en décembre 2014,,. Il se décline en 39 actions qui visent à mieux connaître l'état de contamination des milieux et réduire les rejets à la source et se donne pour objectif de supprimer d'ici 2021 tous les rejets des substances dangereuses prioritaires,.
Dans la loi de finances rectificative pour 2022 est introduit un article stipulant que toute personne, à l’exception de certaines personnes, qui produit, vend ou importe des médicaments, des biocides, des produits cosmétiques ou des produits d’hygiène contenant un ou plusieurs micropolluants est également assujettie à la redevance pour pollutions diffuses à partir du 1er janvier 2023 
.

#### Plan 2023 d’actions ministériel sur les PFAS
Les substances per- et polyfluoroalkylées (PFAS), utilisées depuis les années 1950 dans de nombreuses applications (12 000 substances utilisées par l'industrie chimique), ont largement contaminé l'environnement, notamment aquatique. Elles sont revenues sur le devant de la scène en mai 2022, notamment grâce à l'enquête du journaliste Martin Boudot, qui a mis en lumière une contamination locale : celle des milieux situés à proximité de la plateforme industrielle de Pierre-Bénite, au sud de Lyon (Rhône). Plusieurs associations ont ensuite relancé la mobilisation contre cette pollution.
Un plan gouvernemental est présenté le 17 janvier 2023. Il est articulé autour de six axes d'action pour mieux connaître et réduire les rejets de ces substances. La France soutient également la proposition de restriction sur la fabrication et l'utilisation de certaines PFAS soutenue par les autorités de cinq pays européens (Allemagne, Danemark, Pays-Bas, Suède et Norvège) déposée le 13 janvier 2023 auprès de l'Agence européenne des produits chimiques,,.
En avril 2023, le député Nicolas Thierry, qui estime que le plan d'action du gouvernement est une "diversion", a déposé une proposition de loi pour interdire dès 2025 les produits contenant des PFAS lorsqu'une alternative existe, avant une interdiction totale en 2027.

### Protection des captages d'eau potable

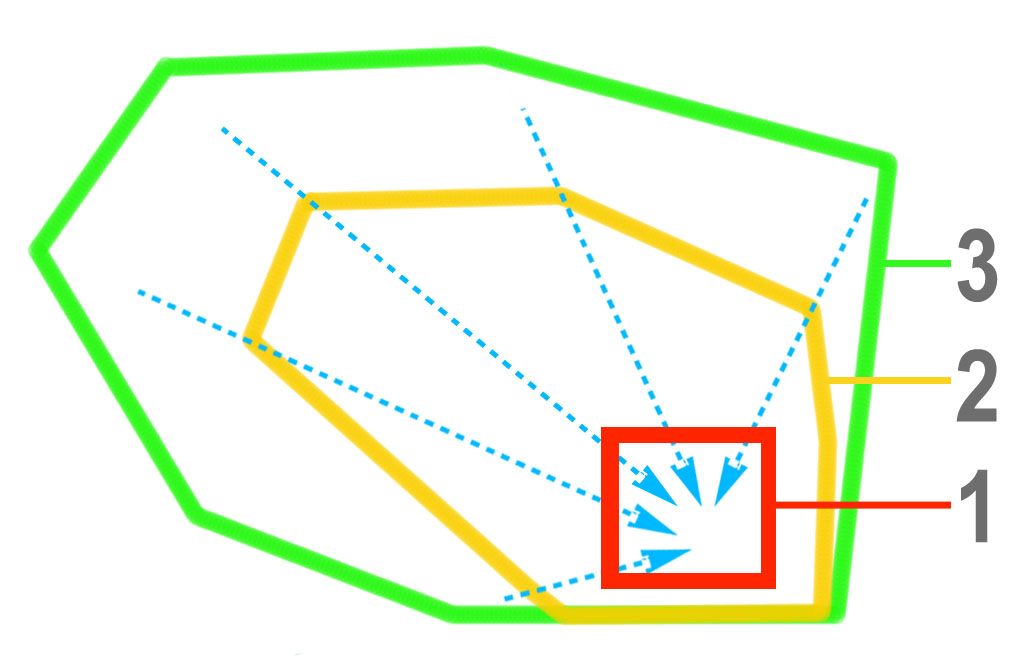
Périmètres de protection d'un champ captant (selon la loi, en France)
1) PPI = Périmètre de Protection Immédiate
2) PPR = Périmètre de Protection Rapprochée
3) PPE = Périmètre de Protection Éloignée (non obligatoire)
Les flèches en pointillé bleu représentent le sens de circulation de l'eau dans la nappe dans les couches géologiques qui alimentent le captage

Le périmètre de protection des captages (PPC) est un dispositif obligatoire autour des nouveaux captages d'eau depuis la loi du 12 décembre 1964 et obligatoire pour tous les captages d'eau depuis la loi sur l’eau du 3 janvier 1992, donc y compris pour ceux antérieurs à 1964. Pour conforter le dispositif, la loi relative à la politique de santé publique du 9 août 2004 a modifié le code de la santé publique sur cet aspect, notamment l'article L. 1321 -2 qui prévoit que l'acte de déclaration d'utilité publique des travaux de prélèvement d'eau destinée à la consommation humaine détermine la mise en place de deux périmètres, l'un de protection immédiate (PPI), l'autre de protection rapprochée (PPR), complétés éventuellement par un troisième périmètre de protection éloignée (PPE). Les dispositions propres à chacun de ces périmètres sont les suivantes :
- le périmètre de protection immédiate (clôture située aux abords de l'ouvrage) permet d'éviter les déversements et infiltrations d'éléments polluants ; les terrains situés à l'intérieur du périmètre de protection immédiate doivent être acquis par le service des eaux en pleine propriété. L'arrêté du 6 août 2020 donne le cadre pour une simplification de procédure introduite par la loi du 24 juillet 2019 sur l'organisation et la transformation du système de santé. Cette loi permet en effet pour les captages dont le débit est inférieur à 100 m3 par jour que seul le périmètre de protection immédiate soit instauré[42] ;
- le périmètre de protection rapprochée dépend des caractéristiques des nappes aquifères et de la nature des pollutions possibles ; à l'intérieur du périmètre de protection rapprochée, toutes les activités ou installations de nature à nuire directement ou indirectement à la qualité des eaux peuvent être interdites (cultures, stockage de produits toxiques, dépôts, etc.) ;
- le périmètre éloigné concerne les mêmes activités que le périmètre de protection. Dans cette zone, elles peuvent être soumises à une réglementation les limitant.

L’article 21 de la loi sur l’eau et les milieux aquatiques et le décret du 14 mai 2007 ont complété la boîte à outils permettant d’agir contre les pollutions diffuses. Ces textes instituent notamment le dispositif de zones soumises à contrainte environnementale (ZSCE), qui peut être mis en œuvre par les Préfets à l’échelle de l’aire d’alimentation des captages présentant un enjeu particulier pour l’approvisionnement actuel ou futur en eau potable. Le Grenelle de l'environnement de 2010 puis les Assises de l’eau en 2018-2019 ont réaffirmé cet enjeu en identifiant la protection des captages d’eau potable comme une des trois mesures prioritaires à mettre en œuvre en matière de protection des ressources en eau.

## Gestion des risques liés à l’eau

### Outils de surveillance et de prévision

#### Prévisions atmosphériques et hydrologiques
Météo-France produit en temps réel des données de caractérisation et des prévisions atmosphériques et hydrologiques qui permettent le suivi, mais aussi l’anticipation des épisodes de sécheresse météorologique (prévisions de précipitations et de température), agricole (prévisions de l’humidité des sols superficiels) ou hydrologique (prévisions des débits et des étiages). Les prévisions météorologiques couvrent l’ensemble du territoire métropolitain et concernent les mêmes échéances temporelles que les prévisions atmosphériques (de quelques jours à quelques mois).

#### Débit des cours d’eau: stations hydrométriques
La surveillance des cours d’eau s'appuie historiquement sur le réseau des stations hydrométriques de l’État, géré par les unités d’hydrométrie des DREAL. Dans le cadre de la réforme de l'hydrométrie, les données hydrométriques historiques et en temps réel sont disponibles et accessibles au grand public depuis 2022 via une seule et même base de données centrale : la Plate-forme HYDRO Centrale (PHyC). L'administration de cette base de données est assurée par le Service central d'hydrométéorologie et d'appui à la prévision des inondations (Schapi) dans le cadre du Système d'information sur l'eau (SIE),.

#### Observatoire national des étiages: Onde
L'observatoire national des étiages (ONDE) constitue un réseau de connaissance sur les étiages estivaux métropolitains mais est aussi un outil d’aide à l’anticipation et à la gestion de crise. Chaque département est au minimum couvert par trente stations d’observation, à l’exception du Val-de-Marne qui n’en possède que deux. En 2022, le réseau compte environ 3 235 stations.

#### Connaissance des prélèvements
Les installations soumises à autorisation ou à déclaration permettant d’effectuer à des fins non domestiques des prélèvements en eau superficielle ou des déversements, ainsi que toute installation de pompage des eaux souterraines, doivent être pourvues des moyens de mesure ou d’évaluation appropriés. Lorsque le prélèvement d’eau est réalisé par pompage, la mesure est effectuée au moyen d’un compteur d’eau.

#### Suivi des stocks de soutien d’étiage
La bonne gestion des stocks vis-à-vis des usages prioritaires vise à optimiser les débits de lâchers d’eau dans le temps en ciblant un débit objectif de gestion à l’aval pour le soutien d’étiage, le refroidissement des centres nucléaire de production d’électricité ou l’approvisionnement en eau potable de secteurs d’agglomération.

#### Outils des acteurs de l’eau et données de sciences participatives
Certains acteurs de l’eau disposent de données acquises par eux-mêmes, permettant de développer notamment des indicateurs intégrant l’impact sur la biodiversité. Ces informations sont à porter à connaissance aux membres du comité de « ressources en eau ».

#### Prévision des débits des cours d’eau: le modèle PREMHYCE
Le projet PREMHYCE a permis de développer une plateforme web fournissant des outils opérationnels pour la prévision des débits des cours d’eau. Cet outil est issu d'une étude d’évaluation des modèles de prévision hydrologique lancée lancé en 2011 par l'Office français pour la biodiversité (OFB) (ex AFB/ONEMA) et la Direction de l'eau et de la biodiversité (DEB) du Ministère de l'Écologie,.

#### Suivi et prévision du niveau des nappes: Aqui-FR
Afin de développer des capacités de prévision, la plate-forme nationale de modélisation hydrogéologique Aqui-FR est développée conjointement par un consortium rassemblant le BRGM, le CNRS, Mines Paristech, Météo-France, avec le soutien du Cerfacs. Elle permet de modéliser le niveau d’environ un tiers des aquifères sédimentaires français avec une représentation multicouche couvrant une zone continue allant de Poitou-Charentes jusqu’aux Hauts-de-France, le sud de l’Alsace et le Tarn-et-Garonne, ainsi que le débit des sources de plusieurs systèmes karstiques,.

### Vigilance météorologique

Vigilance météorologique de Météo France pour les journées du 27 et 28 juin 2019

La vigilance météorologique de Météo-France est une procédure nationale d'information de la population, des pouvoirs publics, des services de la sécurité civile et des autorités sanitaires en cas de phénomènes météorologiques dangereux prévus par Météo-France. Elle attire l'attention de tous sur les dangers potentiels au niveau départemental d'une situation météorologique particulière et informe des conséquences possibles et des précautions spécifiques pour s'en protéger au mieux. Conçue en 2001 pour 5 phénomènes, la Vigilance couvre aujourd’hui 9 phénomènes : vent violent, orages, neige-verglas, avalanches, canicule et grand froid (depuis 2004), pluie-inondation, vagues-submersion (depuis 2011) et crues (relais depuis 2020 de l’information produite par le réseau Vigicrues).

### Suivi hydrologique
Tous les mois, un bulletin national de situation hydrologique est publié faisant état de la situation hydrologique en France. Il est constitué d’un ensemble d’informations issues de différents producteurs et gestionnaires de données : la pluviométrie et la sécheresse des sols (Météo-France), les débits des cours d’eau (DREAL de bassin et Service central d'hydrométéorologie et d'appui à la prévision des inondations), les niveaux des nappes d'eau souterraine (BRGM), les observations sur les étiages de cours d’eau (Office français de la biodiversité) et le remplissage des barrages-réservoirs (EDF, VNF, établissements publics territoriaux de 
bassin (EPTB)…).

### Système d’alerte sécheresse
Le contenu des arrêtés cadre départementaux ou interdépartementaux est fondé sur un zonage (zones d’alerte), des niveaux de gravité rattachés à des conditions de déclenchement (seuils de débits, niveaux de nappes d’eau souterraine, données d’observation sur les assecs, stations de référence et points nodaux) et des mesures de restriction graduées et à prendre selon le niveau de gravité (vigilance, alerte, alerte renforcée et crise).

#### Zones d'alerte
Pour gérer efficacement la sécheresse, la France est divisée en zones d’alerte, déterminées comme des ensembles cohérents associés à la ressource en eau. Une zone d’alerte est une unité hydrologique ou hydrogéologique cohérente pour laquelle l’administration est susceptible de prescrire des mesures de restriction. Cette zone peut être tout ou partie d’un sous bassin et sa nappe d’accompagnement, tout ou partie d’une masse d’eau souterraine ou d’un groupe de masses d’eau souterraine. La délimitation des zones d’alerte doit tenir compte des moyens de surveillance existants pour permettre un suivi adapté et établir des conditions de déclenchement.

#### Niveaux d'alerte
Si les pressions sur la ressource sont trop importantes, quatre niveaux de gravité croissants peuvent être constatés : vigilance, alerte, alerte renforcée et crise. Des mesures de restrictions graduelles sont alors prises par arrêté préfectoral sur la ou les zone(s) d’alerte concernée(s).
| Niveau | Niveau           | Mesures de restrictions |
| ------ | ---------------- | --- |
| 1      | Vigilance        | Économies d'eau demandées. Il s'agit de faire appel au bon sens et au civisme des citoyens pour réduire sa consommation au quotidien. |
| 2      | Alerte           | Interdiction à certaines heures d'arroser les jardins, espaces verts, golfs. Restrictions possibles quant au remplissage des piscines, au lavage des voitures… Réduction des prélèvements à des fins agricoles inférieure à 50 % (ou équivalent en limitation horaire, journalière ou en tour d’eau), mesures d'interdiction de manœuvre de vanne, d'activité nautique. |
| 3      | Alerte renforcée | Aux réductions précédentes, les restrictions d'utilisation de l'eau à des fins agricoles sont élargies et peuvent aller jusqu'à l'interdiction de certains prélèvements directs dans les cours d'eau et les nappes d'accompagnement. |
| 4      | Crise            | Arrêt des prélèvements non prioritaires y compris à des fins agricoles. Consommation réservée uniquement aux usages prioritaires (santé, sécurité civile, eau potable). |

### Système d'alerte inondation

#### Niveaux d'alerte
| Niveau | Niveau                    | Définition |
| ------ | ------------------------- | --- |
| 1      | Vigilance (vert)          | Pas de vigilance particulière requise. |
| 2      | Alerte (jaune)            | Risque de crue ou de montée rapide des eaux n’entraînant pas de dommages significatifs, mais nécessitant une vigilance particulière dans le cas d’activités saisonnières et/ou exposées. |
| 3      | Alerte renforcée (orange) | Risque de crue génératrice de débordements importants susceptibles d’avoir un impact significatif sur la vie collective et la sécurité des biens et des personnes.                       |
| 4      | Crise (rouge)             | Risque de crue majeure. Menace directe et généralisée sur la sécurité des personnes et des biens.                                                                                        |

## Information sur l'eau

### Eaufrance, le service public d’information sur l’eau et les milieux aquatiques
EauFrance est un service public d’information sur l’eau et les milieux aquatiques. Il a pour but de faciliter l’accès à l’information publique dans le domaine de l’eau en France. Il comprend un grand nombre de portails dédiés à différents secteurs du domaine de l'eau :
- Gestion quantitative et qualitative de l'eau : ADES (eaux souterraines[57]), BNV-D Traçabilité (données de ventes de produits phytopharmaceutiques[58]), Hydroportail (données quantitatives sur les cours d'eau[59]), Naïades (relevés d'observation sur la qualité des cours d'eau et des plans d'eau[60]), Ondes (observatoire national des étiages[61]), Ponapomi (données et ressources documentaires sur les poissons migrateurs amphihalins de France métropolitaine[62]), Propluvia (consultation des arrêtés de restrictions d'eau[63]), qualité des rivières en RMC[64], Quadrige (informations publiques de l'environnement littoral[65]), Vigicrues (Service d'information sur le risque de crues des principaux cours d'eau en France[66]) ;
- Référentiels et méthodes : Aquaref (laboratoire national de référence pour la surveillance des milieux aquatiques[67]), BD Lisa (Base de Donnée des Limites des Systèmes Aquifères, le référentiel hydrogéologique[68]), Sandre (service d'admibistration nationale des données et réfétentiels sur l'eau[69]) ;
- Usages : Assainissement collectif[70], assainissement non collectif[71], BNPE (données sur les prélèvements en eau[72]), conchyliculture (portail national d’accès aux zones de production et de reparcage de coquillages[73]), eau potable (qualité de l’eau potable[74]), eaux de baignade[75], SISPEA (observatoire national des services d’eau et assainissement[76].
- Services et outils : data.eaufrance (données publiques sur l'eau[77]), Géotraitements (hub de services d'analyse spatiale[78]), glossaire[79], Hub'eau (un ensemble d'API d'accès au service d'information sur l'eau[80]), eau et diversité[81], SEEE (Système d’évaluation de l’état des eaux[82]), zones humides[83].
- Gestion : économie (aspects économiques de la gestion de l'eau[84]), Gest'eau (communauté des acteurs de gestion intégrée de l'eau[85]), rapportage (rapportage des données sur l'eau auprès de l'Union européenne[86]).
- Bassins : Adour-Garonne[87], Artois-Picardie[88], Loire-Bretagne[89], Rhin-Meuse[90], Seine-Normandie[91], Rhône-Méditerranée-Corse[92], Guyane[93], Guadeloupe[94], Martinique[95], La Réunion[96].